# Lipnikpuszta
Lipnikpuszta (szlovákul: Lipníky) község Szlovákiában, az Eperjesi kerület Eperjesi járásában.

## Fekvése
Eperjestől 14 km-re északkeletre, a Szekcső-patak és a Tapoly között fekszik.

## Története
20. századi alapítású község. 1920 előtt területe Sáros vármegye Girálti járásához tartozott.
A község csak 1990-ben lett önálló.

## Népessége
| Év:            | 1994. | 2004.   | 2014.   | 2024.    |
| -------------- | ----- | ------- | ------- | -------- |
| Emberek száma: | 430   | 466     | 473     | 587      |
| Eltérés:       |       | +8,37 % | +1,50 % | +24,10 % |

| Év:            | 2023. | 2024.   |
| -------------- | ----- | ------- |
| Emberek száma: | 571   | 587     |
| Eltérés:       |       | +2,80 % |

2001-ben 449 lakosából 448 szlovák volt.
2011-ben 463 lakosából 461 szlovák.

## Neves személyek
- Itt született 1909. november 12-én Július Nemčík festő.